# گئورگی مخلاییم
گئورگ مخلاییم (ارمنی: Գևորգ Մխլայիմ؛ انگلیسی: Georg Mḥlayim زادهٔ ۱۶۸۱ - درگذشته ۱۷۵۸) نویسنده، الهیدان اهل ارمنستان بود.

## زندگی‌نامه
وی در ۱۶۸۱ در کنستانتینوپل به دنیا آمد در مورد این وارداپت چیزی نمی‌دانیم، جز اینکه او در پاریس (احتمالا در کالج Louis-le-Grand) تحصیل کرد و مدتی را در رم گذراند (به عنوان مهمان و به عنوان یک زندانی) و تسلط خوبی بر چندین زبان داشت. به احتمال زیاد او از اهالی کنستانتینوپل بود که بیشتر عمرش را در آنجا گذرانده بود. کتاب‌های او در دفاع پرشور از اصول کلیسای ارمنستان نوشته شده بود.  وی در ۱۷۵۸ در سن ۷۷ سالگی درگذشت.